# Rajesh Pandav

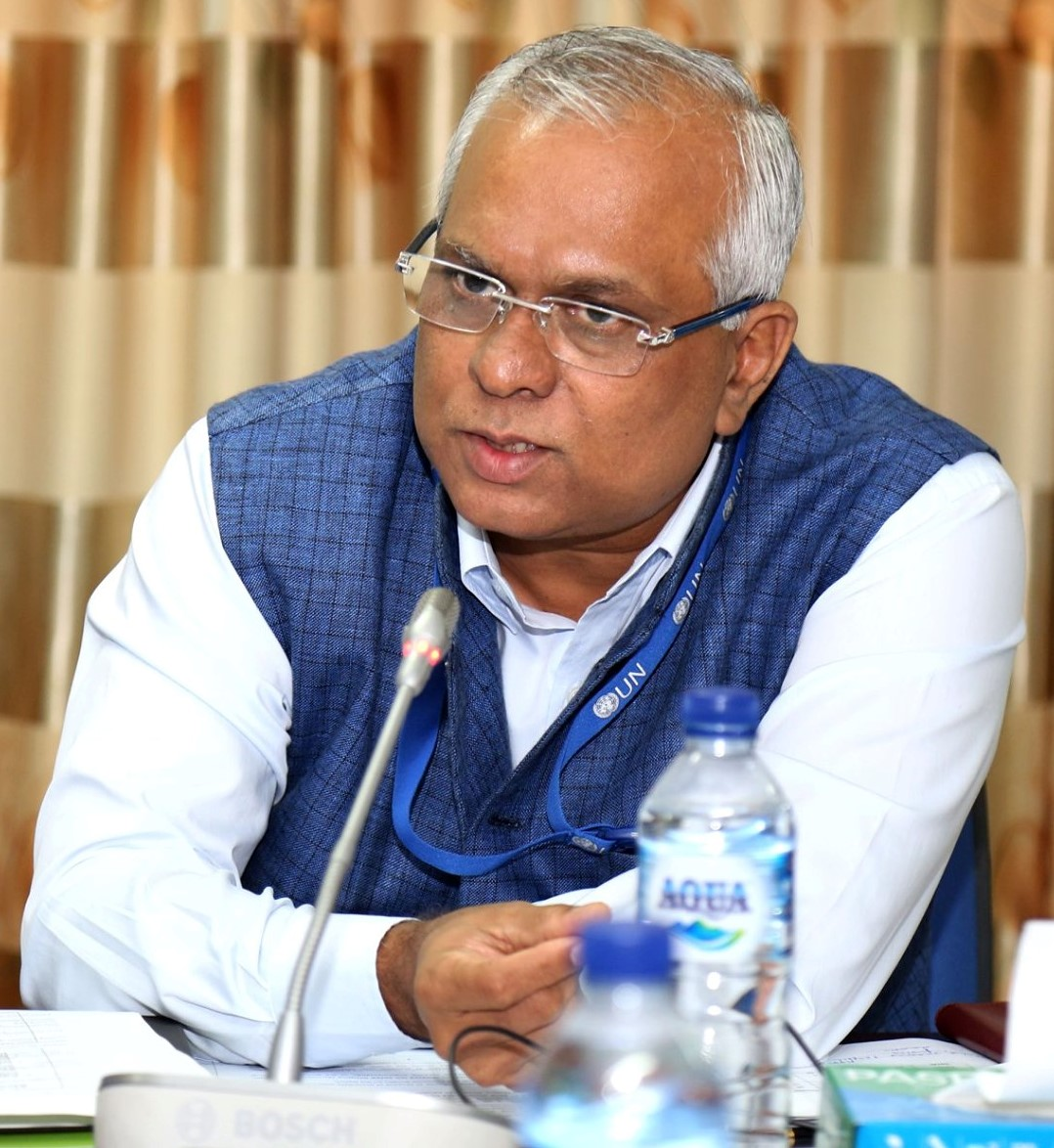
Rajeh Pandav (2019)

Rajesh Pandav ist ein indischer Mediziner und Mitarbeiter bei der Weltgesundheitsorganisation (WHO).

## Werdegang

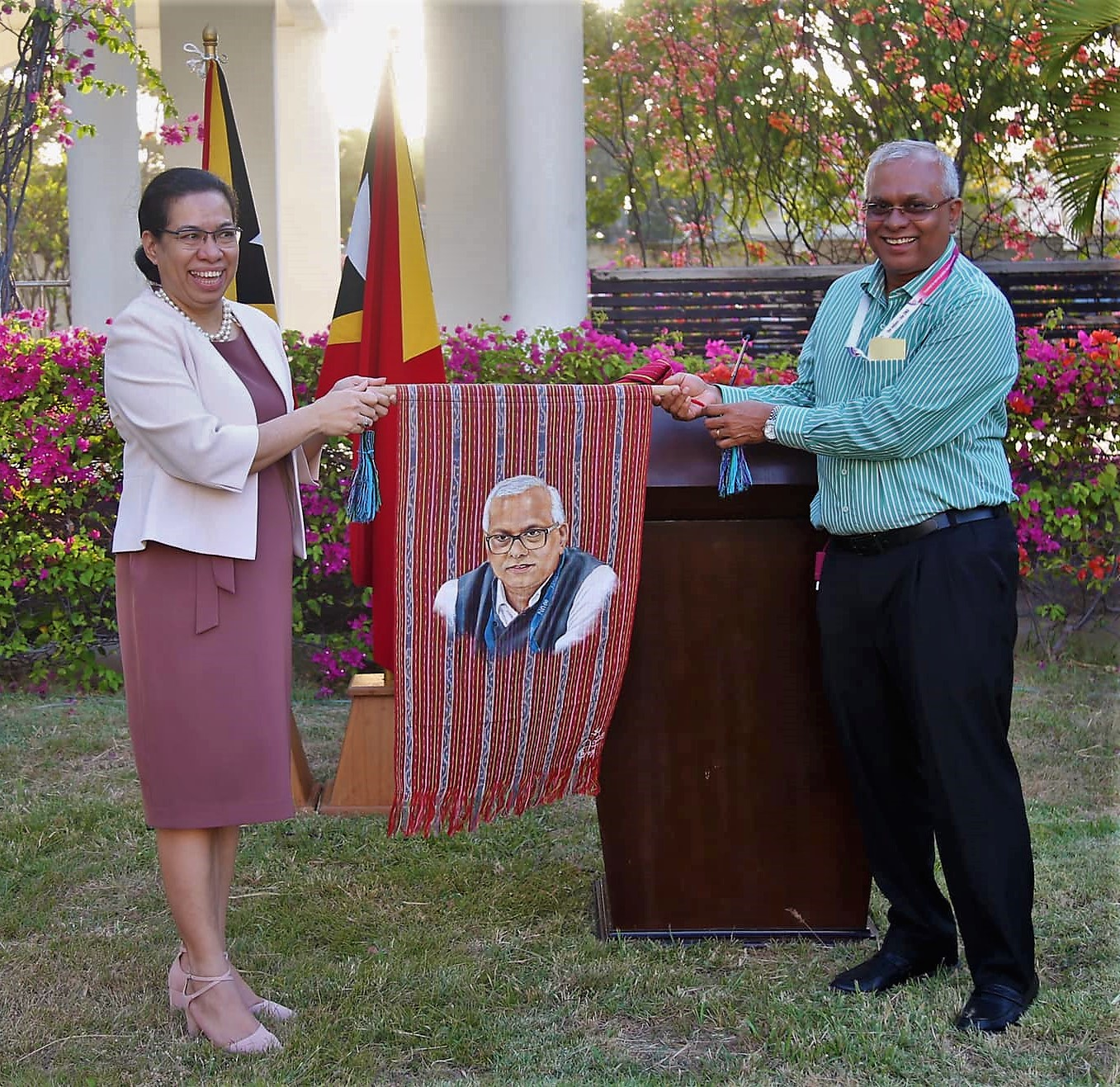
Außenministerin Adaljíza Magno verabschiedet Pandav mit einem besonderen Tais (2020)

Pandav erhielt seinen M.B.B.S-Abschluss vom Grant Medical College in Mumbai (Indien) und seinen Master in Öffentlicher Gesundheit von der University of Pittsburgh in den USA. Er war als medizinischer Mitarbeiter und Projektkoordinator für die indisch-amerikanische Cross National Dementia Epidemiology Study in Neu-Delhi tätig und Forschungsbeauftragter und Feldkoordinator des Internationalen Rates zur Kontrolle von Jodmangelerkrankungen. Schließlich wurde Pandav Senior Research Associate am Western Psychiatric Institute and Clinic des University of Pittsburgh Medical Centers in den USA.
Pandav begann 2004 in der Abteilung für psychische Gesundheit und Drogenmissbrauch der WHO SEARO zu arbeiten. Danach übernahm er verschiedene Funktionen. Unter anderem war er temporärer internationaler Fachmann für Planung und Programmmanagement (2007–2008) und Medical Officer (Public Health) (2009–2011) im WHO-Länderbüro für die Malediven. 2011 wurde er Berater für Gesundheitspolitik im WHO-Länderbüro für Osttimor und im April 2015 dort offizieller Vertreter der WHO im Lande. 2020 endete seine Arbeit in Osttimor.
2023 erhielt Panday den Collar des Ordem de Timor-Leste.

## Werke
Pandav hat mehrere wissenschaftliche Publikationen mitverfasst.